# Non uccidevano mai la domenica
Non uccidevano mai la domenica (The Desperados) è un film del 1969 diretto da Henry Levin.
È un film western statunitense con Vince Edwards, Sylvia Syms, Benjamin Edney e Jack Palance.

## Produzione
Il film, diretto da Henry Levin su una sceneggiatura di Walter Brough e un soggetto di Clarke Reynolds, fu prodotto da Irving Allen per la Columbia Pictures Corporation tramite la Meadway Productions e girato a La Pedriza, Almería e Madrid, in Spagna nel maggio del 1968.

## Distribuzione
Il film fu distribuito con il titolo The Desperados negli Stati Uniti nel novembre del 1969 (première a Houston il 30 aprile) al cinema dalla Columbia Pictures.
Altre distribuzioni:
- in Germania Ovest il 28 febbraio 1969 (Die Todesreiter)
- in Finlandia il 16 maggio 1969 (Desperadot)
- in Danimarca il 30 maggio 1969 (Desperados)
- in Francia il 25 giugno 1969 (La haine des desperados)
- in Turchia il 27 ottobre 1969 (Düsman kardesler)
- in Portogallo il 2 luglio 1982 (Os Bandidos do Texas)
- in Brasile (Trágica Sentença)
- in Spagna (La marca de Caín)
- in Finlandia (Desperados)
- in Grecia (I teleftaia mahi ton desperados)
- in Italia (Non uccidevano mai la domenica)

## Critica
Secondo Leonard Maltin il film è "non male".